# Alapin-Variante
|   | a | b | c | d | e | f | g | h |   |
| 8 |   |   |   |   |   |   |   |   | 8 |
| 7 |   |   |   |   |   |   |   |   | 7 |
| 6 |   |   |   |   |   |   |   |   | 6 |
| 5 |   |   |   |   |   |   |   |   | 5 |
| 4 |   |   |   |   |   |   |   |   | 4 |
| 3 |   |   |   |   |   |   |   |   | 3 |
| 2 |   |   |   |   |   |   |   |   | 2 |
| 1 |   |   |   |   |   |   |   |   | 1 |
|   | a | b | c | d | e | f | g | h |   |

Grundstellung der Alapin-Variante
Die Alapin-Variante ist eine Variante der sizilianischen Verteidigung, einer Schacheröffnung. Sie ist nach dem russischen Meisterspieler Simon Alapin benannt und entsteht nach den Zügen
1. e2–e4 c7–c5

2. c2–c3 
In den ECO-Codes ist sie unter dem Schlüssel B22 klassifiziert. Sie sollte nicht verwechselt werden mit der Alapin-Variante in der Spanischen Partie (1. e2–e4 e7–e5 2. Sg1–f3 Sb8–c6 3. Lf1–b5 Lf8–b4), der Alapin-Eröffnung (1. e4 e5 2. Se2) oder dem Alapin-Gambit in der Französischen Verteidigung (1. e4 e6 2. d4 d5 3. Le3).
Die Idee von 2. c2–c3 besteht darin, 3. d2–d4 zu spielen. Nach 3. … c5xd4 4. c3xd4 erhielte Weiß das Bauernzentrum, das als vorteilhaft gilt. Er hat jedoch zwei Nachteile: Einerseits entwickelt er keine Figur und blockiert andererseits das Feld c3 für den Springer auf b1. Das schwarze Gegenspiel beruht daher auf dem Umstand, dass Weiß diesen Springer momentan nicht auf sein bestes Feld ziehen kann. Mit 2. … d7–d5 oder 2. … Sg8–f6 greift er sofort den Bauern auf e4 an, der nicht mittels Sb1–c3 verteidigt werden kann.
In den Hauptvarianten der Sizilianischen Verteidigung spielt Weiß immer 2. Sg1–f3. Die Alapin-Variante galt daher lange als Möglichkeit, diesen Varianten aus dem Wege zu gehen. Sie gilt als sehr logisch aufgebaut und benötigt im Gegensatz zu vielen Hauptvarianten relativ wenige Theoriekenntnisse. Außerdem bietet sie dem Spieler der weißen Steine die Möglichkeit in Varianten überzugehen, in denen er sich besser auskennt als sein Gegner.

## 2. … d7–d5
|   | a | b | c | d | e | f | g | h |   |
| 8 |   |   |   |   |   |   |   |   | 8 |
| 7 |   |   |   |   |   |   |   |   | 7 |
| 6 |   |   |   |   |   |   |   |   | 6 |
| 5 |   |   |   |   |   |   |   |   | 5 |
| 4 |   |   |   |   |   |   |   |   | 4 |
| 3 |   |   |   |   |   |   |   |   | 3 |
| 2 |   |   |   |   |   |   |   |   | 2 |
| 1 |   |   |   |   |   |   |   |   | 1 |
|   | a | b | c | d | e | f | g | h |   |

Gegenangriff mit 2. … d7–d5
Nach 2. … d7–d5 greift der schwarze d-Bauer den weißen e-Bauern an. Die Variante gilt als sehr solide und weist eine hohe Remisquote von 38 % auf. Garry Kasparow spielte diese Variante gerne, unter anderem in der berühmten Partie gegen den Computer Deep Blue, die Kasparow verlor. (Siehe Deep Blue – Kasparow, Philadelphia 1996, 1. Wettkampfpartie; dies war die erste Partie, die ein Schachweltmeister gegen einen Computer verlor.)
3. e5 ist zwar möglich, leitet aber nach weiterem 3. … Lf5! 4. d4 e6 in eine Variante über, die der französischen Vorstoßvariante gleicht. Während jedoch dort der Läufer auf c8 bleibt und hinter der Bauernkette d5/e6/f7 eingesperrt ist, hat er hier aktives Spiel. Daher tauscht Weiß meist die Bauern ab: 3. e4xd5 Dd8xd5 Die Dame früh ins Spiel zu bringen, ist selten empfehlenswert, hier kann sie jedoch nicht wie beispielsweise in der Skandinavischen Verteidigung durch Sb1–c3 angegriffen werden.
Nach weiterem 4. d2–d4 hat Schwarz mehrere Pläne zur Verfügung. Er kann versuchen den Bauern auf d4 zu erobern, Weiß hat jedoch grundsätzlich ausreichende Verteidigungsmöglichkeiten: 4. … Sb8–c6 5. Sg1–f3 Lc8–g4 fesselt den Springer an die weiße Dame. 6. Lf1–e2 c5xd4 7. c3xd4 e7–e6 führt zu ausgeglichenem Spiel. Die "Eroberung" des Bauern scheitert an der Taktik: 7. … Lg4xf3? 8. Le2xf3 Dd5xd4?? 9. Lf3xc6+! bxc6 10. Dd1xd4 Damenverlust. Die Hauptvariante lautet 4. … Sg8–f6 5. Sg1–f3 Nun ist 5. … Lc8–g4 möglich, um den Läufer vor die Bauernkette zu entwickeln oder das solide 5. … e7–e6. Danach hat Weiß zahlreiche spielbare Züge zur Auswahl: 6. Lf1–e2, 6. Lf1–d3 oder 6. Lc1–e3 Weiß droht nun mit 7. dxc5 den c-Bauern zu erobern und zwingt dadurch Schwarz zum Abtausch, sodass das Feld c3 wieder für den weißen Springer frei wird. 6. … c5xd4 7. c3xd4 Sb8–c6 8. Sb1–c3 Dd5–d6 Nach dem Springerzug war die Dame angegriffen und musste wegziehen. Sie kann auch wie in der Skandinavischen Verteidigung nach a5 oder d8 gehen. Das beste Entwicklungsfeld für den Lf1 ist nun d3, da er dort eine wichtige Diagonale kontrolliert und nach der schwarzen kurzen Rochade beim Königsangriff hilft. Damit der Läufer auf d3 nicht durch ...Sc6–b4 angegriffen werden kann, zieht Weiß zunächst 9. a2–a3 Danach kann 9. … 0–0 10. 0–0 folgen. Danach ist eine typische Isolani-Stellung entstanden. Der weiße d-Bauer hat keine benachbarten Bauern mehr und muss dauerhaft von Figuren verteidigt werden, die dann nicht mehr am Königsangriff teilnehmen können. Andererseits droht der Bauer auch vorzurücken und so den weißen Angriff zu verstärken. Außerdem sichert er Weiß Raumvorteil und kontrolliert wichtige Zentralfelder. Falls der weiße Angriff jedoch nicht erfolgreich ist, gelingt es Schwarz oft den Bauern zu erobern und den Mehrbauern dann im Endspiel zum Gewinn zu nutzen. Typisch sind in der Stellung schnelle weiße Siege oder lange Partien, in denen letztendlich Schwarz gewinnt.

## 2. … Sg8–f6
|   | a | b | c | d | e | f | g | h |   |
| 8 |   |   |   |   |   |   |   |   | 8 |
| 7 |   |   |   |   |   |   |   |   | 7 |
| 6 |   |   |   |   |   |   |   |   | 6 |
| 5 |   |   |   |   |   |   |   |   | 5 |
| 4 |   |   |   |   |   |   |   |   | 4 |
| 3 |   |   |   |   |   |   |   |   | 3 |
| 2 |   |   |   |   |   |   |   |   | 2 |
| 1 |   |   |   |   |   |   |   |   | 1 |
|   | a | b | c | d | e | f | g | h |   |

Stellung nach 2. … Sg8–f6
Auch mit 2. … Sg8–f6 kann Schwarz den weißen e-Bauern angreifen, der nicht durch 3. Sb1–c3 verteidigt werden kann. 3. d2–d3 ist sehr passiv. Daher folgt ähnlich wie in der Aljechin-Verteidigung (1. e2–e4 Sg8–f6) nun 3. e4–e5 mit Angriff auf den Springer. Da er nach 3. … Sf6–e4?? 4. d2–d3 verloren geht, spielt Schwarz 3. … Sf6–d5. Weiß kann nun wie in der Aljechin-Verteidigung weiter den Springer angreifen, was ihm jedoch keine Vorteile einbringt: 4. c3–c4 Sd5–b4 5. a2–a3 Sb4–c6. In der resultierenden Stellung fehlt es dem weißen e-Bauern an Unterstützung. Meist verfolgt Weiß daher den ursprünglich entworfenen Plan und spielt 4. d2–d4 c5xd4. Nun kann er sofort mit 5. cxd4 zurückschlagen was meist über Zugumstellungen  wieder zur Hauptvariante führt: 5. … d7–d6 6. Sg1–f3 Sb8–c6. Möglich ist 5. Dxd4 was aber selten gespielt wird. Schwarz antwortet mit 5. … e7–e6 um den Springer zu verteidigen und kann anschließend die Dame mit ... Sb8–c6 angreifen. Stattdessen spielt Weiß meist 5. Sg1–f3. 
(5. … dxc3?? 6. Dd1xd5.) Die Hauptzüge sind 5. … e7–e6 (6. cxd4 d6 [b6 7. a3 La6] 7. a3!?) und 5. … Sb8–c6.
|   | a | b | c | d | e | f | g | h |   |
| 8 |   |   |   |   |   |   |   |   | 8 |
| 7 |   |   |   |   |   |   |   |   | 7 |
| 6 |   |   |   |   |   |   |   |   | 6 |
| 5 |   |   |   |   |   |   |   |   | 5 |
| 4 |   |   |   |   |   |   |   |   | 4 |
| 3 |   |   |   |   |   |   |   |   | 3 |
| 2 |   |   |   |   |   |   |   |   | 2 |
| 1 |   |   |   |   |   |   |   |   | 1 |
|   | a | b | c | d | e | f | g | h |   |

Stellung nach 2. … Sg8–f6 3. e4–e5 Sf6–d5 4. d2–d4 c5xd4 5. Sg1–f3 Sb8–c6
Die ältere Fortsetzung ist nun 6. c3xd4 d7–d6 7. Lf1–c4 Sd5–b6 (oder 7. … e7–e6) 8. Lc4–b5 dxe5 9. Sf3xe5 Lc8–d7, was zu einer ruhigen Stellung führt. Zu einem ausgeglichenen Endspiel führt nun weiteres 10. Lb5xc6 Ld7xc6 11. Se5xc6 bxc6 12. 0–0 g7–g6 13. Tf1–e1 Lf8–g7 14. Lc1–g5 0–0!? 15. Lg5xe7 Dd8xd4 16. Dd1xd4 Lg7xd4 17. Sc3 oder 17. Sd2. (17. Lxf8?! erobert zwar zunächst den Turm, aber nach 17. … Lxb2 gewinnt Schwarz den Turm zurück und kann den Mehrbauern behalten.) 
Nach weiterem 6. Lf1–c4 bietet Weiß ein Bauernopfer an. 6. … e7–e6 7. c3xd4 d7–d6 ist möglich. 6. … Sd5–b6 7. Lc4–b3. Es ist grundsätzlich möglich, nun das Bauernopfer anzunehmen mit 7. … d4xc3 8 Sb1xc3, was zu einer Art Morra-Gambit führt mit einer für Weiß besonders günstigen Stellung. Er hat freies Figurenspiel und Entwicklungsvorteil, aber einen Bauern weniger. Die Hauptvariante ist 7. … d7–d5 Nach 8. c3xd4 gewinnt Weiß seinen Bauern zurück, gestattet aber Schwarz seine Figuren frei zu entwickeln. Es könnte beispielsweise ... Lc8–g4 und ...e7–e6 folgen. Daher spielt Weiß ebenso wie nach 7. … d6 8. e5xd6. Nach 8. … d4xc3 9. Sb1xc3 e7xd6 erhält Schwarz einen Mehrbauern, aber Weiß einen starken Angriff. Es könnte folgen: 10. Sg5 d5 11. 0–0 Le7 12. Dh5 g6 13. Dh6. 8. … Dd8xd6 9. 0–0 Nach 9. cxd4 Le6 10. 0–0 Lxb3 11. Dxb3 e6 12. Sc3 Le7 entsteht eine ausgeglichene Stellung.